# 2度咲き!タルトレット
『2度咲き!タルトレット』（にどさき タルトレット）は、2009年6月26日にしらたまより発売された18禁恋愛アドベンチャーゲーム。

## 解説
借金返済を最終目的に、ヒロインとともにケーキ店を運営していく経営シミュレーションゲーム。
稼いだ売上金は借金返済だけでなく、ケーキ作りの材料費としても使われるため、金銭管理が重要となる。
また、店が汚いと客が減って売れ行きが落ち込むため、定期的に店の掃除をする必要がある。
店で売られるケーキには、「味LV」と「デコ（デコレーション）LV」が設定されており、レベルを上げていくことにより新作ケーキの開発や売り上げの増加ができるようになる。また、どちらのレベルをあげていくかにより、攻略ヒロインが変わってくる。
演出面の特徴の一つとして、システム画面上には、紙人形をモチーフとしたSDキャラクターが登場することがあげられる。

## ストーリー
フランスで修行中の駆け出しのパティシエ結城暁人は休暇を利用して自分がパティシエを目指すきっかけとなったケーキ屋「十月桜」を十数年ぶりに訪れることにした。しかし、暁人を待っていたのは思い出にある小さいながらもやさしく甘い香りに包まれ、誰もが笑顔になるようなケーキを売る店ではなく、すっかり寂れて休業中の札が下げられた人気のないケーキ屋だった。関係者の話から前の店主は数ヶ月も前に亡くなっていること、今はその娘姉妹が店を切り盛りしていること、そして、その売り上げも芳しくなく近々店仕舞いの予定であることを知る。暁人はその事実に驚愕するも、自分のパティシエとしての原点でもある思い出の店を無くすまいと自ら協力を申し出て「十月桜」の再建を目指すのであった。

## 登場人物

### メインキャラクター
結城 暁人（ゆうき あきと）
主人公。フランスで修行中の駆け出しのパティシエ。幼少期に住んでいた街のケーキ屋「十月桜」に愛犬が死んだ心の傷を癒やされたことから、その店主に憧れを抱きパティシエを目指すようになる。高校卒業後に単身フランスへ修行に出ていたが、あまりの熱心ぶりに身を案じた師匠から強制的に休暇を取らされ一時帰国をする。そんな折、「十月桜」の危機を知り修行先の店を破門される覚悟で再建の協力を申し出る。
桜木 美咲（さくらぎ みさき）
声：真白こえび
「十月桜」前店主の娘で店をきりもりする姉妹の姉。強気な物言う性格だが、本当に言いたいことは口に出せないツンデレ。父の死後しばらくは舞衣と店を続けていたが、父に遠く及ばないケーキの味に店の評価はガタ落ちし、父の名を汚すくらいならとついに閉店を決意する。そんな矢先に現れた暁人の協力の申し出に対して当初は素直になれずにいたが、次第に心境が変化していき共に店の再建を目指すことになる。実は幼少期に面識があり暁人にとって数少ない幼馴染といえる人物。
桜木 舞衣（さくらぎ まい）
声：狛乃ハルコ
「十月桜」前店主の娘で店をきりもりする姉妹の妹。普段はおとなしい性格だが、ケーキ作りに対する情熱はとても強く行動的な一面を見せることもある。閉店を決意した姉とは対照的に父の遺した店をあきらめることができず猛反発していて、たまたまその場に居合わせた暁人からの協力の申し出を成り行きで受けることになる。ケーキは作るのはもちろん食べるのも大好き。
臼田 真琴（うすた まこと）
声：赤城ひより
「十月桜」の隣にある和菓子屋「しらたま」の看板娘。美咲とは幼馴染でけんか友達。父親の死後、意気消沈する美咲を気にかけ元気付けようとするも空回りしていた。掃除が非常にうまく、彼女が掃除した店先には塵ひとつ落ちていない。和菓子の敵は洋菓子と西洋文化に対する対抗意識が強い。
リゼット･ファビエンヌ･ベネディクト･レヴィ＝ヴヴィアンヌ
声：水島理音
暁人の修行先である「金の砂糖」の店主の娘で姉弟子にもなる。単身フランスまで来て弟子になるまで粘った暁人に興味を持ち、何かと世話を焼いていたことから自分も暁人の師匠と称している。暁人が日本の「十月桜」に残り「金の砂糖」を破門されたことに納得できず、暁人を連れ戻すために来日する。スタイルは良いが子供っぽい言動が多い。

### サブキャラクター
姫川 まなみ（ひめかわ まなみ）
声：勅使川原あかり
一見おっとりとした感じのお姉さんだが、その正体は「十月桜」が莫大な借金をしている闇金「姫川金融」の借金回収人。回収率は100%。借金を返さない相手には容赦がなく力づくはもちろんのこと裏社会のものを持ち出すこともある。昼は喫茶店「時計草」のウエイトレスをしていて、昼の顔を潰そうとする相手にも容赦がない。
一七夜 愛（かのう あい）
声：逸見らら
桜木姉妹の従妹で、猫耳のような髪飾りが特徴。小学生ながら高い経営能力を持ち、前の店主の代から「十月桜」の経営雑務などを任されている。冷静沈着でその言動も大人びているほか非常に計算高く侮れない。自らを「愛ちゃん」と呼ばせている。
ヴィム
フランスのパティスリー「金の砂糖」の店主でリゼットの父、そして暁人の師匠。職人気質の頑固親父で並みの覚悟で弟子入りすると三日で逃げ出すともうわさされている。熱心すぎる暁人の身を案じ休暇をとらせ一時帰宅を命じるも、その間実家には帰らず「十月桜」で働いていることを知り（フランスのパティシエ界ではスパイ行為防止の意味もあり修行中によその店で働くことはタブーとされる）、さらには「十月桜」が経営を持ち直すまで休暇の延期を申し出た暁人に対して破門を言い渡す。
ロロット
リゼットの母。非常に元気の良い人。

## スタッフ
- シナリオ：髪ノ毛座、ANTENNA
- 原画：ヤマ・びっこ、あかり☆かずと
- 音楽：ミリオンバンブー

## 主題歌
オープニングテーマソング「スプーン一杯の夢」
作詞：Takt-W / 作曲：ロドリゲスのぶ / 編曲：da2 / ボーカル：柚木まき
エンディングテーマソング「Sweet Parade」
作詞：真優 / 作曲・編曲：ロドリゲスのぶ / ボーカル：真優